# Badi
Pour les articles homonymes, voir Badi (homonymie).
Bʌ́di (バデイ) est un magazine mensuel gay japonais. Le titre est dû à la prononciation japonaise du mot anglais buddy. Badi est publié par la société Terra Publications.
Le magazine a eu entre autres en couverture Masaki Sumitani, à laquelle le magazine Natalie a consacré un article. 
Il a aussi publié des entretien avec Kanako Otsuji ou encore Gengoroh Tagame.